# Luruaco (ort)
Luruaco är en ort i Colombia.   Den ligger i departementet Atlántico, i den norra delen av landet, 700 km norr om huvudstaden Bogotá. Luruaco ligger 33 meter över havet och antalet invånare är 13 236. Den ligger vid sjöarna  Ciénaga de Tocaguá och Laguna de Luruaco.
Terrängen runt Luruaco är kuperad norrut, men söderut är den platt. Runt Luruaco är det ganska tätbefolkat, med 78 invånare per kvadratkilometer. Närmaste större samhälle är Repelón, 14,1 km söder om Luruaco. Omgivningarna runt Luruaco är huvudsakligen savann.